# Accumulateur oléo-pneumatique
Un accumulateur oléo-pneumatique est un type particulier d'accumulateur hydraulique dans lequel le liquide sous pression est de l'huile, le gaz pouvant être de l'air ou de l'azote. Ils permettent de stocker l'énergie (par exemple d'origine électrique) grâce à l'utilisation de gaz et de liquides sous pression.

## Description
Par leur rendement, leur durée de vie, leur facilité de fabrication et de recyclage en fin de vie, ils promettent des possibilités uniques en matière de stockage d'énergie, en particulier pour assurer le « tampon » pour les énergies produites de façon intermittente (solaire, éolien), ou au contraire de façon continue mais peu modulable (nucléaire)[réf. nécessaire].  
Au-delà de ces applications d'aide à l'adéquation production/consommation de l'électricité distribuée en réseau, les accumulateurs oléo-pneumatiques pourront assurer le stockage d’énergie pour des unités de production d'énergie décentralisées. 

## Projets et expérimentations
De tels systèmes sont en cours de développement par des sociétés telles que Enairys et Solar Euromed et en cours d’expérimentation  dans des centrales solaires et dans le cadre du projet allemand ADELE.
Une expérimentation de ce type a été lancée en 2011 sur le site suisse de Mont-Soleil (Jura). 